# Louis Hartlooperprijs
De Louis Hartlooperprijs is een prijs die jaarlijks wordt uitgereikt aan een verdienstelijk auteur of journalist, die een stimulerende bijdrage levert aan het denken over cinema en aan de verdieping van de Nederlandse filmcultuur. De prijs bestaat uit een zwarte spiegel, een penning, een oorkonde, een foto in de eregalerij en 1000 euro.
De prijs is vernoemd naar Louis Hartlooper en wordt tijdens het Nederlands Film Festival uitgereikt in het Louis Hartlooper Complex in Utrecht.

## Winnaars
| Jaar | Winnaars                                      | Publicatie                                                                                           |
| ---- | --------------------------------------------- | --- |
| 2005 | Joyce Roodnat                                 | Artikelen in M, het maandblad van NRC Handelsblad                                                    |
| 2006 | Dirk Lauwaert                                 | Dromen van een Expeditie (een inspirerende verzameling essays, persoonlijke kritieken en reflecties) |
| 2007 | Annemieke Hendriks                            | De pioniers (veertien sleutelfiguren uit de Nederlandse cinema aan het woord)                        |
| 2008 | André Waardenburg                             | Zinvolle filmhistorische context in NRC Handelsblad en Skrien                                        |
| 2009 | Dana Linssen                                  | Brede en beschouwende filmjournalistiek in NRC en de Filmkrant                                       |
| 2010 | Oliver Kerkdijk                               | Eigenzinnig romantisch taalgebruik en grondige filmhistorie in de VPRO Gids                          |
| 2011 | Eric Koch                                     | Consequent enthousiast voor arthouse in De Telegraaf                                                 |
| 2012 | Gawie Keyser                                  | Vol vuur en beeldspraak op hoog niveau in De Groene Amsterdammer                                     |
| 2013 | Rob van Scheers en Paul Verhoeven             | Volgens Verhoeven (een bundel filmbesprekingen)                                                      |
|      | Bor Beekman                                   | Artikelen en interviews in de filmbijlage van de Volkskrant                                          |
| 2014 | Tjeu van den Berk en Marjeet Verbeek          | Het filmgesprek: woorden aan droombeelden wijden                                                     |
| 2015 | Ruud den Drijver                              | Circus Bloteman – Biografie van Wim Verstappen                                                       |
| 2016 | Patricia Pisters                              | Filming for the Future: The Work of Louis van Gasteren                                               |
| 2017 | Joyce Roodnat                                 | Hee… zie je dat!? - De Films van Ed van der Elsken                                                   |
| 2018 | Nouchka van Brakel                            | Scènes uit mijn eigen draaiboek                                                                      |
| 2019 | Erik Brouwer                                  | Diva - Biografie van Jetta Goudal                                                                    |
| 2020 | Suzanne Rethans                               | Begeerd en verguisd, het leven van Sylvia Kristel                                                    |
| 2021 | Ronald Rovers (hoofdredactie)                 | De Filmkrant - veertig jaar onafhankelijke filmjournalistiek                                         |
| 2022 | Internationaal Film Festival Rotterdam (IFFR) | 25 Encounters                                                                                        |
| 2023 | Bart van der Put                              | Artikelen in Het Parool onder de noemer Beeldspraak                                                  |
| 2024 | Jaap Cohen                                    | Biografie over Theo van Gogh                                                                         |

## Louis Hartlooper Oeuvreprijs voor de Filmjournalistiek
- In 2014 won Peter van Bueren de eerste Louis Hartlooper Oeuvreprijs voor de Filmjournalistiek.
- 2021 Thys Ockersen, voor zijn filmrecensies voor NRC Handelsblad, het Parool en Skoop en oprichter van het filmblad Film Fun
- 2022 Thomas Leeflang voor zijn indrukwekkende lijst publicaties, verspreid over vijf decennia.